# 卡尔·皮尔逊
卡尔·皮尔逊（Karl Pearson，1857年3月27日—1936年4月27日），英国数学家和自由思想家。

## 生平
1857年出生于英国伦敦；1879年毕业于剑桥大学，获数学学士学位；後往德國海德堡大學進修德語及人文學科；后去林肯法学院学习法律獲大律師資格；數年後於劍橋大學获數學哲學博士学位；1884年～1911年任伦敦大学应用数学和力学的教授，1911年～1933年任高尔顿实验室主任，又任应用统计系教授。
1896年选为英国皇家学会会员，他还是爱尔堡皇家学会会员、苏联人类学会会员。

## 贡献
- 卡尔·皮尔逊继法兰西斯·高尔顿之后，发展了回归与相关的理论，得到總體的概念，并认为统计研究不是样本本身，而是根据样本对總體的推断。由此導出了拟合优度检验：即作为样本取出的若干个体是否拟合从理论上所确定的總體分布问题。
- 1894年，他提出了矩估计法，并在此后发展了这一方法。
- 1900年，他创立和发展了卡方檢定的理论，在理论分布完全给定的情况下，给出了拟合优度检验的卡方統計量的极限定理。
- 他考察一些生物学方面数据后，发现不少分布与正态分布呈明显偏倚，创立了機率密度函数族，可用一微分方程描述：

{\displaystyle {\frac {dy}{dx}}={\frac {(x+d)y}{b_{0}+b_{1}+b_{2}x^{2}}}}
- 他是从数学上对生物统计研究的第一人，1901年他与高尔顿、韦尔登一起，创办了《生物统计学》杂志，使生物统计学有了自己的一席之地。